# 小早川弘平
小早川 弘平（こばやかわ ひろひら、生没年不詳）は、戦国時代の安芸国の国人領主。竹原小早川氏の第12代当主。室町幕府奉公衆。父は小早川弘景。元服時には、家の慣例に倣って大内政弘より偏諱を受け弘平と名乗る。

## 生涯
応仁元年（1467年）10月2日、父・弘景より家督を譲り受ける。応仁の乱で西軍として戦った竹原小早川家は幕府と疎遠になっていたが文明17年（1486年）12月には赦免され、翌18年（1486年）、弘平は中務少輔に任じられる。その後、奉公衆にも復帰した。
永正4年（1507年）、細川政元が家臣によって暗殺され、さらに政元によって追放されていた足利義尹が大内義興（政弘の子）によって奉じられて上洛を開始すると、弘平はこれに従い永正8年（1511年）、船岡山合戦に参陣。
一方、惣領・沼田小早川家の家督は小早川扶平の死によってわずか四歳の小早川興平が継いでいたものの、足利義尹（のち義稙に改名）が室町幕府将軍職に復帰すると大内義興らがこれを善しとせず、興平に所領の安堵を与えず大内氏と懇意にあった弘平に継がせようとした。しかし、弘平は幼い興平の後見役をよく務め、所領も要求せず、応仁の乱以来険悪だった両小早川家の融和を図った。この一環として1513年、興平の弟・福鶴丸を養子に迎えている。1519年、実子・興景が生まれたが、この時生存していたとするならば既に50代であったと思われる(家督を継いだとされる1467年に0歳だったとしても、1519年時点で52歳)。
永正9年（1512年）、安芸国の近隣有力国人・天野興次・天野元貞・毛利興元・平賀弘保・阿曽沼弘定・阿曽沼弘秀・高橋元光・野間興勝・吉川元経らと互いの権益確保を図って一揆盟約を結んだ時も、沼田・竹原両小早川家を代表して弘平が署名している。

## 関連史料
- 東京帝国大学文学部史料編纂所編『大日本古文書』 家わけ十一ノ一：小早川家文書之1、東京帝国大学、1927年。 NCID BN04860811。OCLC 835258028。全国書誌番号:73018529。NDLJP:1908791
- 東京帝国大学文学部史料編纂所編『大日本古文書』 家わけ十一ノ二：小早川家文書之2、東京帝国大学、1927年。 NCID BN04860811。OCLC 834195954。全国書誌番号:73018529。NDLJP:1908801